# OmegaT
OmegaT är ett datorbaserat översättningsverktyg skrivet i Java.  Det är ett fritt program ursprungligen utvecklat år 2000 av Keith Godfrey och utvecklas nu av en grupp ledd av Didier Briel.
OmegaT är avsett för professionella översättare.  Några av dess funktioner är användardefinierad segmentering, luddiga träffar, träffspridning, ordlisteträffar, kontextsökning i översättningsminnen och nyckelordssökning i referensmaterial.
Det kräver Java 1.4, vilket finns tillgängligt för Linux, Mac OS och Microsoft Windows 98 och senare.
Namnet OmegaT (som finns registrerat på SourceForge) är numer ett registrerat varumärke. För tillfället är bara program som släppts av OmegaT-projektet tillåtna att använda namnet OmegaT.

## Historia
OmegaT utvecklades först av Keith Godfrey 2000.  Den ursprungliga "maskinen" var skriven i C++, men den första offentliga versionen som släpptes i februari 2001 var skriven i Java.
Den första Java-versionen använde ett "proprietary translation memory format" och behövde Java 1.3 för att köras.  Programmet stödde StarOffice-dokument, så kallad ren text och unicode-text samt html, och kunde bara segmentera på blocknivå (vilket i praktiken innebar styckesegmentering).
Från version 1.4.4 till version 1.6.0 leddes utvecklingen av Maxym Mykhalchuk. Henry Pijffers tog över och var ansvarig till 1.7.1. Den nuvarande ansvarige är Didier Briel.
OmegaT kräver Java 1.4 eller bättre, och använder ett antal LPGL-bibliotek.

## Utveckling
Kodutveckling sköts numera av en grupp som leds av Didier Briel. Bland programmerarna finns Zoltan Bartko, Didier Briel, Kim Bruning, Henry Pijffers, Tiago Sabogam m.fl.  Programutecklarna svarar på buggrapporter och förslag på förbättringar på SourceForges utvecklingssida.

## Versioner
- En stabil version (för tillfället 1.8.1, uppdatering 1) släpps med en stabil uppsättning funktioner och en uppdaterad manual: Mindre uppdateringar till den stabila versionen inkluderar lagning av buggar och eventuellt nya lokaliseringar.

- Utveckling sker genom att stoppa in ny kod så att testare kan kontrollera dess stabilitet och användbarhet.

- När koden anses stabil släpps en testversion (för tillfället 2.0). Testversionen innehåller ny kod, men manualen är fortfarande för den stabila versionen. Allt eftersom läggs fler språkversioner till.

- När manualen blivit uppdaterad med testversionens funktioner påbörjas en ny utvecklingscykel.

Den nuvarande stabila versionen, 1.8.1_2, släpptes 5 februari 2009 och innehåller funktioner som stavningskontroll, förbättrad TMX-support, flera nya språk och uppdaterad manual Manualen har blivit helt reviderad och finns tillgänglig på 20 olika språk, dock inte alla för den senaste versionen. 
Programmet är tillgängligt på ett tjugotal språk.
Den nuvarande testversionen, 2.0, släpptes 13 november 2008 och innehåller 11 förbättringar gentemot den nuvarande versionen. De flesta nya funktioner kommer inte "synas" men väl märkas genom snabbare laddning och bearbetning av källfiler och översättningsminnen. Från och med version 2.0 kommer OmegaT kräva Java 1.5.  .

## Arbetsflöde i OmegaT
Användaren placerar källdokument, existerande översättningsminnen och ordlistor i speciella undermappar i ett översättningsprojekt.  När ett projekt "öppnas" extraheras översättningsbar text från alla identifierbara dokument.  Medan översättaren översätter varje segment sparar OmegaT översättningsstyckena i ett översättningsminne.  Slutligen skapar OmegaT ett måldokument genom att slå ihop översättningsminnet med källdokumenten.
Under översättningen visas luddiga träffar från översättningsminnet och träffar från ordlistor för det aktuella segmentet i de närliggande panelerna för Träffar och Ordlista.  Luddiga träffar infogas av översättaren med hjälp av genvägar på tangentbordet.  Luddiga träffar som överskrider ett förinställt värde kan alternativt infogas automatiskt.
Översättaren kan byta mellan olika dokument i samma projekt genom att använda Projektfilshanteraren, eller flytta till ett annat segment genom tangentbordsgenvägar eller genom att dubbelklicka på önskat segment.
Om ytterligare källdokument, översättningsminnen eller ordlistor bifogas ett projekt, eller om manuella ändringar gjorts i de dokumenten, måste översättaren starta om projektet så att OmegaT upptäcker nya segment.  Projektet måste också uppdateras när segmenteringsändringar gjorts under översättningen.

## Samarbete mellan översättare
Översättare som använder olika översättningsverktyg kan endast dela sina översättningsminnen om (a) det ena eller det andra av deras respektive program kan importera och/eller exportera det andra programmets format eller (b) att både programmen kan importera och/eller exportera ett "mellanformat".  OmegaT gör det senare.  Det kan importera och exportera branschstandardformatet TMX (Translation Memory eXchange).
OmegaT stödjer inte branschstandardformatet för ordlistor, TBX, som föreslagits av LISA (Localization Industry Standards Association).

## Stödda källfilsformat
OmegaT kan direkt hantera följande format:
- textfiler (alla textformat som Java kan hantera) i flera olika kodningar, inklusive Unicode,
- HTML/XHTML,
- Java properties files,
- StarOffice, OpenOffice.org och OpenDocument (ODF)
- Office Open XML
- XLIFF-filer
- samt DocBook,
- Portable Object (PO) filer
- och filer med "Key=Value" struktur.

Det hanterar formaterade dokument med hjälp av taggad text, liknande som andra kommersiella översättningsverktyg.
För närvarande stödjer inte OmegaT filformat som MS Word, MS Excel, och Latex, eller format som Trados uncleaned RTF filer eller TTX-filer direkt.

## Dokumentation
När OmegaT körs visas en instruktion, kallad "Snabbstart".  En detaljerad användarmanual finns också med i installationen av OmegaT.  Båda har översatts till flera språk med hjälp av frivilliga.  Slutligen är även meddelandena på OmegaT: användargrupper sökbara utan krav på registrering.

## Lokaliseringar
Användargränssnittet för OmegaT översätts av frivilliga.
Den nuvarande versionen har blivit lokaliserat till ett tjugotal språk.

## OmegaT-projektet
OmegaT-projektet är också en sorts grupp datorfrämjande som fokuserar på översättares behov.
OmegaT:s användare uppmuntras att bidra med verktyg, skrivna av dem själva, som inte än omfattas av programmet självt.

## Relaterad programvara

### Verktyg skapade av OmegaT-medarbetare
Flera verktyg har skapats av medarbetare på OmegaT för att användas tillsammans med OmegaT. Vissa är bara användbara tillsammans med äldre versioner av OmegaT.
Dessa finns tillgängliga på OmegaT:s webbplats.
- Benjamin Sibands OpenOffice.org segmentateringsmacron
- Didier Briels uppställningsverktyg
- Dmitri Gabinskis uppställningsverktyg
- Dmitris Wordfast TMX-konverterare
- Dmitris språkväljare
- Henry Pijffers' TMX-sammanslagningsverktyg
- Henrys TMX-städverktyg
- Marc Priors externa stavningskontroll
- Marcs verktyg för meningssegmentering
- Sonja Tomaskovics macro för att ta bort interna taggar från TMX-filer
- Samuel Murrays samling av skripter

### Användargrupp
- omegat@yahoogroups.com - E-postlista för användare (arkivet kan sökas utan medlemskap)